# Pas de Quatre (balet)
Pas de Quatre (franc. „tanec pro čtyři osoby“) je baletní divertissement v choreografii Julese Perrota na hudbu Cesare Pugniho, uvedený v roce 1845 v Londýně na návrh Benjamina Lumleyho, ředitele Divadla Jejího Veličenstva.

## Historie
Pas de Quatre zachycuje podstatu romantického stylu, baletky tančily s ostýchavou lehkostí, jemností a vyrovnaností. Kroky vyžadují, aby byla provedena každá oblast klasické baletní techniky. Tyto oblasti zahrnují pohyby adagio, petite allegro, grand allegro, rychlou práci nohou, ladné změny polohy a elegantní a plynulé pohyby paží, které se staly charakteristickým prvkem Pas de Quatre. Každá baletka má individuální variace, které se předvádějí postupně mezi zahájením a finále, jež tančí všechny baletky společně. Variace byly vytvořeny pro baletku, která měla premiéru v každé roli, a byly navrženy tak, aby zobrazovaly ty nejlepší vlastnosti každé z nich.

### Premiéra
Londýnská premiéra 12. července 1845 byla senzací veřejnosti i tisku. Důvodem bylo, že původní obsazení díla spojovalo na jevišti čtyři nejslavnější baletky romantického období. Byly to Lucile Grahn, Carlotta Grisi, Fanny Cerrito a Marie Taglioni. Aby se předešlo konfliktům mezi tanečnicemi, stanovil Perrot pořadí vystoupení pro sóla tanečnic podle jejich rostoucího věku, a tím i pro pořadí potlesku. Toto prominentní obsazení tančilo pouze čtyři představení, včetně jednoho pro královnu Viktorii a prince Alberta. Představení se měla původně zúčastnit slavná baletka Fanny Elssler, ale odmítla. Její místo převzala mladá Lucile Grahn.

### Další provedení
Film byl vynalezen mnohem později, z baletu nezůstaly žádné záznamy. Představení nebylo repertoárové a primabaleríny ani netoužily po kontinuitě baletu inscenovaného speciálně pro ně.
Nicméně v roce 1936 představení nastudoval Keith Lester a baletní soubor Markova–Dolin v Manchesteru.
Tuto variantu inscenace v úpravě Keitha Lestera uvedla Alicia Alonso také v roce 1946 na scéně Covent Garden s N. Kay, B. Follis a L. Chase. Poté byl balet uveden ještě v Boston Ballet, Pařížské opeře, Den Kongelige Ballet, Het Nationale Ballet, National Ballet of Canada a Washington National Ballet.

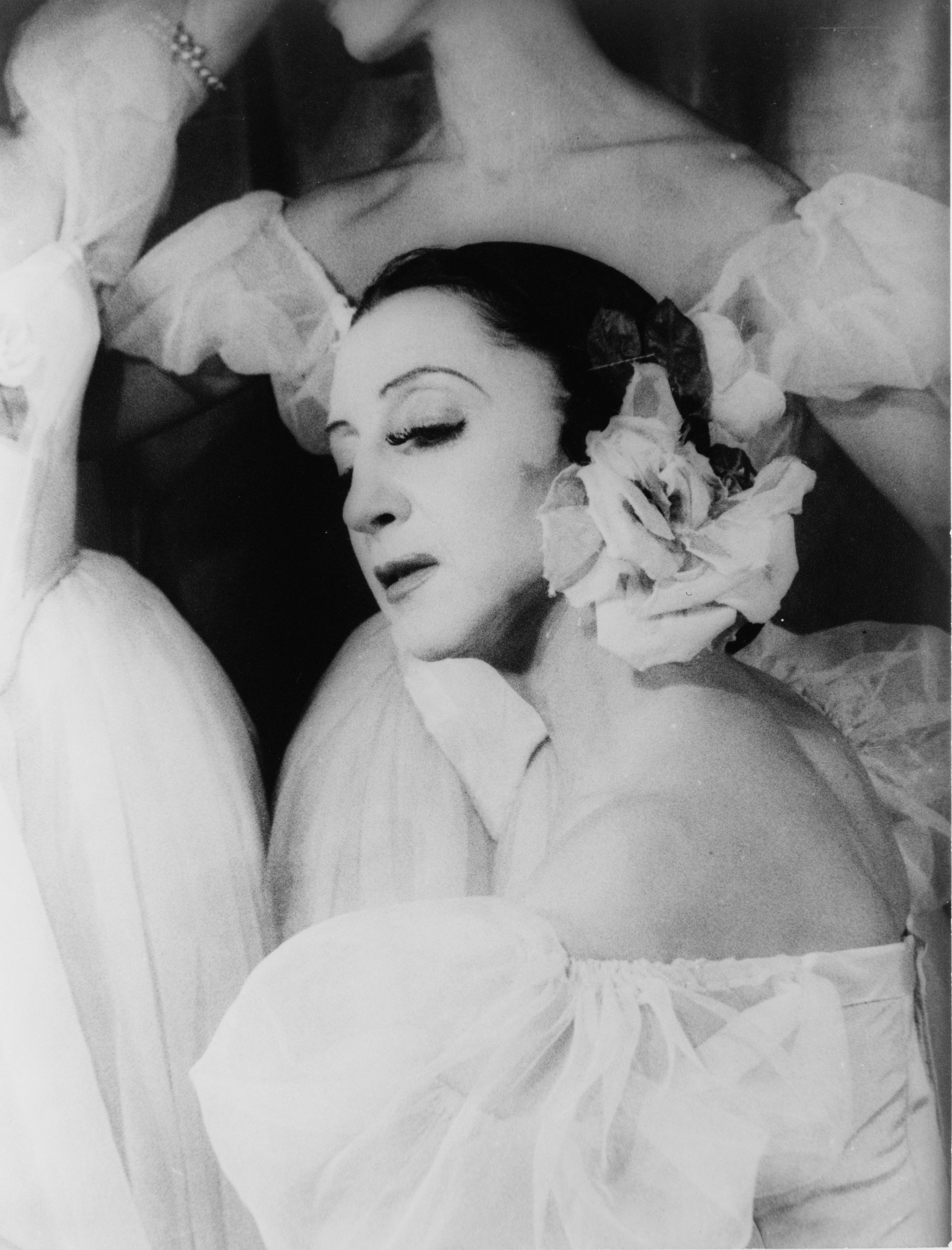
Alexandra Danilowa jako Fanny Cerrito v Pas de Quatre

### Nová verze
O téměř sto let po premiéře, v roce 1941, nastudoval choreograf Anton Dolin novou verzi baletu Pas de Quatre. Tanečnice vystupovaly opět v pořadí podle stáří: Nathalie Krassovska jako Lucile Grahn, Mia Slavenska jako Carlotta Grisi, Alexandra Danilova jako Fanny Cerrito a Alicia Markova jako Marie Taglioni. Od té doby mělo tento kus v repertoáru mnoho baletních souborů.
Jediná a výhradní práva na provedení Dolinových Pas de Quatre byla ponechána tanečníkům Festival Ballet (nyní English National Ballet) manželům Belindě Wrightové a Jelkovi Yureshovi. Wrightová a Dolin se znali od doby, kdy byla Wrightová mladou tanečnicí. Získala cenu na mezinárodní baletní soutěži IBC Anna Pavlova a upoutala tím Dolinovu pozornost. Po letech v Royal Ballet se stala primabalerinou souboru Dolin's Festival Ballet a její manžel Yuresha byl sólistou. Když Dolin zemřel, jeho pozůstalost spravovaná jeho synovcem Phillipem udělila výhradní práva na Pas de Quatre Wrightové a Yureshovi. Dolinův balet Pas de Quatre nesmí být nastudován, proveden, produkován ani nahrán bez jejich souhlasu a provedení.

## Hudba
Původní hudbu složil Cesare Pugni, ale byla použita pouze pro čtyři představení v červenci 1845 v Divadle Jejího Veličenstva se slavnými baletkami Grahnovou, Grisiovou, Cerritovou a Taglioniovou. V dalších desetiletích se žádná další představení nekonala.
Nakladatel Julien vydal Pugniho hudbu ihned po premiéře. Původní Pugniho orchestrální party jsou zachovány v archivech Francouzské národní knihovny v Paříži.
Nová choreografie Antona Dolina však využila orchestrální aranžmá připravené skladatelem Leightonem Lucasem z původní klavírní partitury.
Od té doby vytvořilo orchestrální verze z klavírní partitury Cesare Pugniho několik dalších skladatelů, jako William McDermott, Daniel Stirn nebo Peter March.